# Mario Arcelli
Mario Arcelli (ur. 21 maja 1935 w Mediolanie, zm. 18 marca 2004 w Rzymie) – włoski ekonomista i nauczyciel akademicki, profesor, w 1996 minister budżetu i planowania gospodarczego.

## Życiorys
Z wykształcenia ekonomista, absolwent Uniwersytetu Bocconi, który ukończył w 1957. Został nauczycielem akademickim na macierzystej uczelni. W 1963 przeszedł do pracy na Università degli Studi di Trieste, cztery lata później obejmując stanowisko profesorskie. W latach 1969–1974 zatrudniony na Uniwersytecie Padewskim. Między 1973 a 1974 odbywał staż naukowy w Massachusetts Institute of Technology. Został następnie profesorem na Uniwersytecie La Sapienza w Rzymie. W 1989 przeszedł na Uniwersytet Luiss-Guido Carli w Rzymie. Od 1992 do 2002 pełnił funkcję jego rektora. W 1995 otrzymał godność członka korespondenta włoskiej akademii naukowej Accademia Nazionale dei Lincei.
Był wieloletnim współpracownikiem czasopism ekonomicznych, a także publicystą dzienników „Il Tempo” i „Il Messaggero”. Wchodził w skład komitetu naukowego Confindustrii, a także różnych ministerialnych komisji doradczych. Od 1986 do 1992 zajmował stanowisko wiceprezesa banku Banco di Roma. W latach 80. uczestnik rządowych delegacji na spotkaniach grupy G7, w 1987 i 1988–1989 doradca ekonomiczny włoskich gabinetów. W latach 90. powoływany w skład rad dyrektorów różnych przedsiębiorstw (w tym Pininfarina i Italcementi).
Od lutego do maja 1996 sprawował urząd ministra budżetu i planowania gospodarczego w rządzie Lamberta Diniego.
Odznaczony Orderem Zasługi Republiki Włoskiej klasy II (1982) i I (1993).